# Китић
Китић је српско и босанско презиме. Може се односити на следеће особе.
- Миле Китић (1952), народни певач
- Светлана Китић (1960) рукометашица
- Милена Китић, натурализована оперска певачица